# Pantherophis guttatus
Pantherophis guttatus (tên tiếng Anh: corn snake) là một loài rắn chuột nhỏ chuyên khuất phục con mồi bằng cách xiết. Nó được tìm thấy trên khắp miền đông nam và trung Hoa Kỳ. Sự hiền lành, kích thước vừa phải và màu sắc bắt mắt của loài này khiến chúng trở thành một loài bò sát kiểng phổ biến. Dù bề ngoài tương tự rắn độc Agkistrodon contortrix và thường bị giết do nhầm lẫn này, P. guttatus vô hại đối với con người. Chúng giúp kiểm soát số lượng các động vật gặm nhấm chuyên phá hoại mùa màng và lan truyền bệnh. Hình thái rắn ngô có thể được nuôi làm thú cưng do bản tính điềm tĩnh và thân thiện của chúng.

## Mô tả[10][11]
Con trưởng thành có chiều dài đạt 61–182 xentimét (2,00–5,97 ft). Trong tự nhiên, chúng sống khoảng 6–8 năm, nhưng trong điều kiện có thể đạt đến hơn 23 tuổi. Chúng có thể được phân biệt với A. contortrix bởi màu sắc sáng hơn, thân hình mảnh hơn và không có hốc chạm nhiệt.